# Stefano Allocchio (schermidore)
Stefano Allocchio (fl. XX secolo) è stato uno schermidore italiano, specializzato nella spada. Ha vinto una medaglia di bronzo ai Campionati mondiali di scherma.

## Palmarès
In carriera ha ottenuto i seguenti risultati:

### Mondiali
Individuale
A squadre
- Bronzo nella spada a Lisbona 1947